# Liste der Kellergassen in Auersthal
Die Liste der Kellergassen in Auersthal führt die Kellergassen in der niederösterreichischen Gemeinde Auersthal an.
| Foto |                 | Kellergasse       | Standort               | Beschreibung |
| ---- | --------------- | ----------------- | ---------------------- | --- |
| BW   | Datei hochladen | Bockfließerstraße | KG: Auersthal Standort | Die Kellergasse ist eine beidseitige Einzelkellergasse in Grabenlage. Sie besteht aus 48 Gebäuden und hat eine Länge von 200 Metern. Die älteste Datierung geht auf das Jahr 1938 zurück.                                                                                     |
| ja   | Datei hochladen | Wunderberg        | KG: Auersthal Standort | Die Kellergasse ist eine beidseitige Einzelkellergasse in Hang- und Grabenlage. Sie besteht aus 109 Gebäuden und hat eine Länge von 450 Metern. Die älteste Datierung geht auf das Jahr 1875 zurück. Für Veranstaltungen wie einen Adventmarkt werden etwa 30 Keller genutzt. |

| Foto:                    | Fotografie der Kellergasse (Gesamtheit). Klicken des Fotos erzeugt eine vergrößerte Ansicht. Daneben finden sich zwei Symbole: \| Weitere Bilder vorhanden \| Das Symbol bedeutet, dass weitere Fotos des Objekts verfügbar sind. Durch Klicken des Symbols werden sie angezeigt. \| \| Eigenes Foto hochladen \| Durch Klicken des Symbols können weitere Fotos des Objekts in das Medienarchiv Wikimedia Commons hochgeladen werden. \| |
| Name:                    | Bezeichnung der Kellergasse |
| Standort:                | Es ist die Katastralgemeinde (KG) angegeben. Durch Aufruf des Links Standort wird die Lage der Kellergasse in verschiedenen Kartenprojekten angezeigt. |
| Beschreibung             | Kurze Beschreibung der Kellergasse |
| Weitere Bilder vorhanden | Das Symbol bedeutet, dass weitere Fotos des Objekts verfügbar sind. Durch Klicken des Symbols werden sie angezeigt. |
| Eigenes Foto hochladen   | Durch Klicken des Symbols können weitere Fotos des Objekts in das Medienarchiv Wikimedia Commons hochgeladen werden. |